# Блум, Стивен
Сти́вен Блум (англ. Steven Blum; род. 29 апреля 1960, Санта-Моника, Калифорния) — американский актёр озвучивания, меньше известен как сценарист. Наиболее известен зрителю озвучиванием таких персонажей как Спайк Шпигель, Оротимару, Скандалист, Крэш Бандикут, Росомаха, Саб-Зиро и других. За 43 года карьеры, с 1981 по 2024 год, принял участие примерно в 890 проектах: озвучивание мультфильмов, мультсериалов, аниме, компьютерных игр, несколько появлений в полнометражных и документальных лентах «вживую»; кроме того в 2001—2007 годах Блум стал сценаристом 66 эпизодов двух мультсериалов.

Актёрские псевдонимы: Дэвид Лукас, Эндрю Уоттон и Дэниэл Эндрюс.

## Биография
Стивен Джей Блум родился 28 апреля 1960 года в еврейской семье в городе Санта-Моника, штат Калифорния. Впервые попробовал себя как актёр озвучивания в 1981 году (аниме Mobile Suit Gundam), и с тех пор до наших дней не перестаёт активно работать в этой области. 5 июня 2012 года был внесён в Книгу рекордов Гиннесса как самый плодовитый актёр озвучивания компьютерных игр (261 игра с 1995 года по 10 мая 2012 года). К февралю 2020 года число озвученных Блумом компьютерных игр достигло 440.

## Избранные работы

### Озвучивание
Стивен Блум озвучивает, как правило, отрицательных персонажей

#### Мультфильмы
- 2007 — Бен-10: Секрет Омнитрикса / Ben 10: Secret of the Omnitrix — Вилгакс / Хитбласт / другие персонажи
- 2009 — Халк против / Hulk Versus — Росомаха (Джеймс Логан)
- 2010 — Ад Данте: Анимированный эпос[англ.] — Люцифер
- 2010 — Кошачья жизнь / Une vie de chat — Нико, кот
- 2010 — Витрина DC: Супермен/Шазам! — Возвращение Чёрного Адама[англ.] / Superman/Shazam!: The Return of Black Adam — граф Вертиго[англ.]
- 2011 — Сверхновый Супермен / All-Star Superman — Атлас / генерал Сэм Лейн / астронавт
- 2011 — Зелёный Фонарь: Изумрудные рыцари / Green Lantern: Emerald Knights — Клоба Вад / Палака / Ранакар / другие персонажи
- 2011 — Бэтмен: Год первый / Batman: Year One — полицейский Стэн Меркель
- 2011 — Картина[фр.] / Le Tableau — Автопортрет
- 2012 — Бен-10: Крушение пришельцев[англ.] / Ben 10: Destroy All Aliens — Хитбласт / Мехаморф
- 2013 — LEGO Бэтмен: Супергерои DC объединяются / Lego Batman: The Movie – DC Super Heroes Unite — Бэйн / Пингвин / второстепенные персонажи
- 2013 — Лига Справедливости: Парадокс источника конфликта / Justice League: The Flashpoint Paradox — Лекс Лютор / Капитан Гром
- 2013 — Трансформеры Прайм: Охотники на чудовищ. Восстание предаконов[англ.] / Transformers Prime Beast Hunters: Predacons Rising — Скандалист / Даркстил
- 2014 — Лига Справедливости: Война / Justice League: War — Дарксайд / Компьютер / Хозяин Океана
- 2014 — Семейка монстров / The Boxtrolls — Туфлик (Шу) / Вольт (Спарки)
- 2014 — Изгнанные из рая[англ.] / Expelled from Paradise — Зарик «Динго» Кадзивара
- 2015 — Лига Справедливости: Трон Атлантиды / Justice League: Throne of Atlantis — Лекс Лютор / Компьютер
- 2015 — Обычный мультик в кино[англ.] / Regular Show: The Movie — Текмо / Брит / Командор / другие персонажи
- 2015 — Монстры на каникулах 2 / Hotel Transylvania 2 — второстепенные персонажи
- 2016 — Бэтмен: Дурная кровь / Batman: Bad Blood — Чёрная Маска / Светляк
- 2016 — Лига Справедливости против Юных Титанов / Justice League vs. Teen Titans — Лекс Лютор / Мастер Игрушек
- 2021 — Ведьмак: Кошмар волка / The Witcher: Nightmare of the Wolf — Леший
- 2022 — Женщина-кошка: Охота / Catwoman: Hunted — Соломон Гранди, Аваддон, пилот

#### Мультсериалы
- 2002—2003, 2005 — Что новенького, Скуби-Ду? / What's New, Scooby-Doo? — разные роли (в 5 эпизодах)
- 2003, 2005, 2007 — Жизнь и приключения робота-подростка / My Life as a Teenage Robot — разные роли (в 5 эпизодах)
- 2004, 2005 — Харви Бёрдман / Harvey Birdman, Attorney at Law — разные роли (в 2 эпизодах)
- 2004—2005 — Мегас Экс-Эл-Ар / Megas XLR — разные роли (в 25 эпизодах)
- 2004—2007 — Ужасные приключения Билли и Мэнди / The Grim Adventures of Billy & Mandy — разные роли (в 11 эпизодах)
- 2005—2006 — Чародейки / W.I.T.C.H. — разные роли (в 17 эпизодах)
- 2005—2008 — Бен-10 / Ben 10 — Хитбласт / Вилгакс / Гостфрик / другие персонажи (в 27 эпизодах)
- 2008—2009 — Росомаха и Люди Икс / Wolverine and the X-Men — Росомаха (Джеймс Логан) / англ. Vanisher (Телфорд Портер) / другие персонажи (в 26 эпизодах)
- 2008—2009 — Новые приключения Человека-паука / The Spectacular Spider-Man — Зелёный гоблин / Дилберт Трилби / Сеймур О’Рилли /  Хамелеон / Блэки Гэстон / начальник тюрьмы Уорен (в 15 эпизодах)
- 2008, 2010 — Стич! / Stitch! — Спарки / Феликс / Фукуда / Франкенштейн / Тачиччу / Бугу (в 7 эпизодах)
- 2009 — Джо-солдат: Ни шагу назад[англ.] / G.I. Joe: Resolute — Герцог[англ.] / Рип Корд[англ.] / Блокпост[англ.] / Дикий Билл[англ.] / Зартан[англ.] / Док[англ.] / оператор / техник (в 11 эпизодах)
- 2009—2011 — Супергеройский отряд / The Super Hero Squad Show — Росомаха / Мерзость / Танос / другие персонажи (в 45 эпизодах)
- 2010, 2012 — Мстители. Величайшие герои Земли / The Avengers: Earth's Mightiest Heroes — Красный Череп / Джоанн Шмидт / Делл Раск / другие персонажи (в 6 эпизодах)
- 2010—2013 — Трансформеры: Прайм / Transformers: Prime — Старскрим / пехотинцы / второстепенные персонажи (в 44 эпизодах)
- 2010 — наст. время — Обычный мультик / Regular Show — Картер / Мускл Бро / Текмо / другие персонажи (в 27 эпизодах)
- 2011, 2012 — Юная Лига Справедливости / Young Justice — разные роли (в 2 эпизодах)
- 2011 — наст. время — Трансформеры: Боты-спасатели[англ.] / Transformers: Rescue Bots — Хитуэйв / мистер Альпер / мистер Банти / другие персонажи (в 87 эпизодах)
- 2012—2014 — Совершенный Человек-паук / Ultimate Spider-Man — Росомаха / Ка-Зар / Жук / другие персонажи (в 7 эпизодах)
- 2012—2014 — Легенда о Корре / The Legend of Korra — Амон / Бараз / второстепенные персонажи (в 12 эпизодах)
- 2013 — Доктор Плюшева / Doc McStuffins — командор Сокрушитель (в 2 эпизодах)
- 2013—2014 — Бен-10: Омниверс / Ben 10: Omniverse — Вилгакс / Гостфрик / Зс'Скайр / другие персонажи (в 14 эпизодах)
- 2013—2015 — Халк и агенты У.Д.А.Р. / Hulk and the Agents of S.M.A.S.H. — Дьявольский Динозавр / Саурон / Эль Диабло / другие персонажи (в 9 эпизодах)
- 2014 — наст. время — Звёздные войны: Повстанцы / Star Wars Rebels — Зеб Оррелиос / командующий штурмовым отрядом / Алтон Кастл / другие персонажи (в 34 эпизодах)
- 2017 — Рапунцель: Скоро счастлива навсегда[англ.] / Tangled: Before Ever After — бандит Аттила Ведроголовый
- 2021 — Весёлые мелодии: Мультфильмы[англ.] / Looney Tunes Cartoons — Проктор /
- 2022 — Мы медвежата[англ.] / We Baby Bears — иглу / снеговик / солнце
- ? — / Goblins Animated — Коре

#### Аниме
- 1981 — Мобильный воин Гандам / 機動戦士ガンダム — Чар Эзнэйбл
- 1998—1999 — Ковбой Бибоп / カウボーイビバップ — Спайк Шпигель (в 26 эпизодах)
- 2002—2004 — Призрак в доспехах: Синдром одиночки / 攻殻機動隊 STAND ALONE COMPLEX — Смеющийся Человек / другие персонажи (в 6 эпизодах)
- 2002—2012 — Наруто / NARUTO -ナルト- — Оротимару / Оноки / Кигири / Забуза Момочи / другие персонажи (в 142 эпизодах)
- 2003—2004 — Гангрейв / ガングレイヴ — Баллардбёрд Ли / Эскорт / Блатная молния (в 16 эпизодах)
- 2003—2004 — Волчий дождь / WOLF'S RAIN — Дарсия Третий, лорд и аристократ / Элдер / мальчик (в 15 эпизодах)
- 2003—2005 — Боевая фея Вьюга / 戦闘妖精・雪風 — разные роли (в 3 эпизодах)
- 2004 — Мастера дуэли / デュエル・マスターズ — Шо (в 26 эпизодах)
- 2004—2005 — Самурай Чамплу / サムライチャンプルー — Мугэн, бродячий мечник, преступник и пират (в 26 эпизодах)
- 2005 — Zatch Bell! / 金色のガッシュ!! — разные роли (в 8 эпизодах)
- 2005 — Последняя фантазия VII: Дети пришествия / ファイナルファンタジーVII アドベントチルドレン — Винсент Валентайн
- 2005—2006 — Идатен Джамп[англ.] / IDATEN翔 — разные роли (в 17 эпизодах)
- 2006 — Кровь+ / BLOOD+ — разные роли (в 22 эпизодах)
- 2006 — Железобетон / 鉄コン筋クリート — Доктор
- 2006—2007 — Странная история эры Тэмпо: Аякасиаяси / 天保異聞 妖奇士 — Рюдо Юкиацу (в 25 эпизодах)
- 2006—2008 — Код Гиасс: Восставший Лелуш / コードギアス 反逆のルルーシュ — Кёсиро Тодо / солдат / второстепенные персонажи (в 6 эпизодах)
- 2007 — Смирительная рубашка / ストレイト・ジャケット — Лейот Штейнберг, маг-тактик
- 2007—2008 — Спасатели дигимонов[англ.] / デジモンセイバーズ — Мотимон / Нёкимон / Фалкомон / другие персонажи (в 13 эпизодах)
- 2007—2008 — Гуррен-Лаганн / 天元突破グレンラガン — Лиирон Литтнер, главный механик Гуррен-Дана
- 2008 — Обитель зла: Вырождение / バイオハザード ディジェネレーション — Грег Гленн
- 2009 — Афросамурай: Воскрешение / Afro Samurai: Resurrection — наёмный убийца / Человек А
- 2010—2011 — Дюрарара!! / デュラララ!! — Кёхэй Кадота (в 22 эпизодах)
- 2011 — Тигр и Кролик / TIGER & BUNNY — Джейк Мартинес, убийца (в 4 эпизодах)
- 2012 — Наруто 9: Путь ниндзя[англ.] / ROAD TO NINJA -NARUTO THE MOVIE- — Кизаси Харуно
- 2013—2014 — Рыцари Тенкай / テンカイナイト — мистер Нэш / Бореас / Грэнокс (в 52 эпизодах)
- 2014 — Наруто: Последний фильм[англ.] / THE LAST -NARUTO THE MOVIE- — Оноки
- 2022 — / Type S: Chiaki's Journey — Эрих Канг

#### Компьютерные игры
- 1995 — The Dig — доктор Людгер Бринк, геолог и археолог / глава планеты Кокитос / астроном-наблюдатель на Борнео
- 2003 — Command & Conquer: Generals — Zero Hour — второстепенные персонажи
- 2003 — Call of Duty — капитан Фоули
- 2003 — Spawn: Armageddon — Осквернитель, демон-клоун
- 2003 — Ratchet & Clank: Going Commando — главарь бандитов / байкер / другие персонажи
- 2003 — Crash Nitro Kart — Крэш Бандикут / Император Вело
- 2003 — Mission: Impossible – Operation Surma[англ.] — Итан Хант[англ.]
- 2003 — The Lord of the Rings: War of the Ring — Варин / гондорский фехтовальщик / гном Крушитель Щитов
- 2004 — Phantom Brave[англ.] — Грецкий Орех (в титрах не указан)
- 2004 — Pitfall: The Lost Expedition[англ.] — Питфол Гарри, путешественник-исследователь
- 2004 — Gungrave: Overdose[англ.] — Бундзи Кугасира / Зелл Храбрый Кондор, наёмник / Фангорам, боец
- 2004 — Metal Gear Solid: The Twin Snakes — солдаты Генома
- 2004 — The Punisher — Бычий Глаз / Мэтт Мёрдок / Гнуччи / другие персонажи
- 2004 — Atelier Iris: Eternal Mana[англ.] — Арлин (в титрах не указан)
- 2004 — The Chronicles of Riddick: Escape from Butcher Bay — Ржавый
- 2004 — Ground Control II: Operation Exodus — Г’халл Викат / К’Хаунир Викат / юнит обратной связи
- 2004 — Xenosaga Episode II: Jenseits von Gut und Böse — торговцы (в титрах не указан)
- 2004 — Doom 3 — К. Миллер / второстепенные персонажи
- 2004 — Suikoden IV[англ.] — Брандо / второстепенные персонажи
- 2004 — Shellshock: Nam '67[англ.] — стрелок / американские солдаты / пилоты / другие персонажи
- 2004 — Call of Duty: United Offensive — капитан Фоули / второстепенные персонажи
- 2004 — Samurai Warriors — Кейдзи Маеда (в титрах не указан)
- 2004 — Men of Valor — белый морской пехотинец
- 2004 — X-Men Legends — Росомаха
- 2004 — Neo Contra — Мастер Контра (в титрах не указан)
- 2004 — Ace Combat 5: The Unsung War — Джек Бартлетт (Горе-Один) (в титрах не указан)
- 2004 — EverQuest II — вампиры / орки / другие персонажи
- 2004 — Tom Clancy’s Ghost Recon 2 — Скотт Митчелл, капитан Призраков
- 2004 — Vampire: The Masquerade – Bloodlines — курьер / Андрей / Шабаш
- 2004 — World of Warcraft — орки / таурены — неигровые персонажи
- 2004 — The Lord of the Rings: The Battle for Middle-earth — гондорианцы / орки / Боромир
- 2004 — Kessen III[англ.] — Нобуфуса Баба / Нобукиё Ода / Тацуоки Саито (в титрах не указан)
- 2004 — Gurumin: A Monstrous Adventure[англ.] — Моторо / Боб
- 2004 — Ape Escape Academy[англ.] — Жёлтая Юкки / Жёлтый Пипотрон
- 2004 — Dynasty Warriors 4 — Сунь Цзянь / Сяхоу Юань (в титрах не указан)
- 2004—2005 — Shin Megami Tensei: Digital Devil Saga[англ.] (дилогия) — Гейл (в титрах не указан)
- 2005 — Tom Clancy’s Ghost Recon Advanced Warfighter — Скотт Митчелл, капитан Призраков
- 2005 — Nano Breaker[англ.] — Кит Спенсер (в титрах не указан)
- 2005 — Death by Degrees — Энрике Ортега / рассказчик за кадром (в титрах не указан)
- 2005 — Dead to Rights II[англ.] — Джек Слейт (в титрах не указан)
- 2005 — Dynasty Warriors 5[англ.] — Сунь Цзянь / Сяхоу Юань
- 2005 — Area 51 — второстепенные персонажи
- 2005 — God of War — Арес
- 2005 — Psychonauts — агенты ФБР / Двоякодышащий Зилот / Тигр
- 2005 — Guild Wars[англ.] — Джастишер Хэблион
- 2005 — Destroy All Humans![англ.] — Сай, агент ФБР / солдат
- 2005 — The Sword of Etheria[англ.] — Витис (в титрах не указан)
- 2005 — Killer7 — Бенджамин Кин / Кендзиро Мацуока / другие персонажи
- 2005 — Ape Escape 3[англ.] — Жёлтая Обезьяна
- 2005 — Rogue Galaxy — Зеграм Гарт / Генри / Борга / другие персонажи
- 2005 — Beat Down: Fists of Vengeance[англ.] — Ворон / Честер / Игнаси
- 2005 — Urban Reign[англ.] — Брэд Хоук (в титрах не указан)
- 2005 — X-Men Legends II: Rise of Apocalypse — Росомаха / Красный Омега
- 2005 — Conflict: Global Terror[англ.] — Коннерс
- 2005 — Dungeons & Dragons: Dragonshard[англ.] — второстепенные персонажи
- 2005 — SOCOM 3[англ.] — Марк Теппер
- 2005 — James Bond 007: From Russia with Love — международные отморозки
- 2005 — Quake 4 — морские пехотинцы
- 2005 — Star Wars: Battlefront II — пехотинец Альянса Повстанцев
- 2005 — Neopets: The Darkest Faerie — Келланд Быстрый / Старый нищий
- 2005 — Zatch Bell! Mamodo Fury — Шин / Вайл
- 2006 — Dirge of Cerberus: Final Fantasy VII — Винсент Валентайн
- 2006 — Star Wars: Empire at War — имперский индикатор на лобовом стекле / штурмовик
- 2006 — The Lord of the Rings: The Battle for Middle-earth II — Боромир / орки / гондорианцы / другие персонажи
- 2006 — Final Fantasy XII — Ба’Гамнан, охотник за головами
- 2006 — Guild Wars Factions[англ.] — второстепенные персонажи
- 2006 — X-Men: The Official Game — Джейсон Страйкер / второстепенные персонажи
- 2006 — Pirates of the Caribbean: The Legend of Jack Sparrow — «Чёрный Дым» Джеймс / Гиббс / испанский солдат / другие персонажи
- 2006 — Dead Rising — Клифф Хадсон / Роджер Холл / второстепенные персонажи
- 2006 — Company of Heroes — командующий
- 2006 — ParaWorld — Джарвис Бэббит, математик-злодей, обнаруживший другое измерение — ParaWorld
- 2006 — Just Cause — общие голоса
- 2006 — Justice League Heroes — лидер Белых марсиан[англ.]
- 2006 — Gothic 3 — второстепенные персонажи
- 2006 — Destroy All Humans! 2[англ.] — Чёрные ниндзя / второстепенные персонажи
- 2006 — Marvel: Ultimate Alliance — Росомаха / Веном / Носорог
- 2006 — Flushed Away — Лягуш / икра Арахны
- 2006 — SOCOM: U.S. Navy SEALs Combined Assault[англ.] — Марк Теппер
- 2006 — Resistance: Fall of Man — солдаты
- 2006 — The Lord of the Rings: The Battle for Middle-earth II: The Rise of the Witch-king —  Король-Чародей /Боромир / гондорианцы
- 2006 — Digimon World Data Squad[англ.] — Фалкомон / Пекмон / Ятагарамон / другие персонажи
- 2006 — Metal Gear Solid: Portable Ops — Джин
- 2006 — Xenosaga Episode III[англ.] — Канаан / профессор / торговцы
- 2006 — Star Wars: Empire at War: Forces of Corruption — Дефлайер / пилот TIE Fighter'а / второстепенные персонажи
- 2007 — World of Warcraft: The Burning Crusade — Гиро-Килл, смотритель ворот / Акама
- 2007 — Ghost Rider[англ.] — Мститель[англ.]
- 2007 — Tom Clancy’s Ghost Recon Advanced Warfighter 2 — Скотт Митчелл, лидер Призраков
- 2007 — Command & Conquer 3: Tiberium Wars — второстепенные персонажи
- 2007 — Spider-Man 3 — Носорог / полицейские / Апокалиптический лидер (в титрах не указан)
- 2007 — Pirates of the Caribbean: At World’s End — пираты / второстепенные персонажи
- 2007 — Tomb Raider: Anniversary — Тиокан, правитель Атлантиды
- 2007 — Transformers: The Game — Создай-Бота / Трейлбрейкер[англ.]
- 2007 — Guild Wars: Eye of the North[англ.] — Пайр Фирсшот
- 2007 — Company of Heroes: Opposing Fronts — второстепенные персонажи
- 2007 — Halo 3 — Бруты
- 2007 — Neverwinter Nights 2: Mask of the Betrayer — Один Из Множества (Ребёнок, Зверь, Безумная Женщина) / PC (Закалённый Боец)
- 2007 — Enemy Territory: Quake Wars — второстепенные персонажи
- 2007 — Power Rangers: Super Legends[англ.] — Лорд Зедд / Лунный Волк, рейнджер / охранная система S.P.D. H.Q.
- 2007 — Clive Barker’s Jericho — капитан Девин Росс, командир отряда
- 2007 — Ben 10: Protector of Earth — Хитбласт / Гостфрик / Вилгакс
- 2007 — Naruto: Rise of a Ninja — Оротимару / Забуза
- 2007 — Pirates of the Caribbean Online — Весёлый Роджер
- 2007 — F.E.A.R. Perseus Mandate — капитан Дэвид Рейнс / второстепенные персонажи
- 2007 — Dynasty Warriors 6 — Сяхоу Юань
- 2007 — Uncharted: Drake’s Fortune — потомки
- 2007 — Universe at War: Earth Assault — Нуфай / командующий офицер расы Новус / учёный расы Масари / другие персонажи
- 2007 — The Golden Compass[англ.] — Альфонс / Братец Медведь / Цыган
- 2007 — No More Heroes — Тёмная Звезда
- 2008 — Lost: Via Domus — Джек Шепард
- 2008 — Valkyria Chronicles — Зака / Сезари Регард / Нильс Дэрден / другие персонажи
- 2008 — Robert Ludlum’s The Bourne Conspiracy — командир морских пехотинцев
- 2008 — Ninja Gaiden II — Зедоний
- 2008 — Kung Fu Panda — Стервятник
- 2008 — Star Wars: The Force Unleashed — штурмовики / заложники
- 2008 — Too Human — Ход
- 2008 — Ratchet & Clank Future: Quest for Booty — оператор маяка
- 2008 — Lego Batman: The Videogame — Бэтмен / Джокер / Мотылёк-убийца / другие персонажи
- 2008 — Saints Row 2 — второстепенные персонажи
- 2008 — Spider-Man: Web of Shadows — Росомаха
- 2008 — Naruto: Ultimate Ninja Storm[англ.] — Оротимару
- 2008 — Tom Clancy’s EndWar — генерал Скотт Митчелл
- 2008 — Call of Duty: World at War — Танк Демпси (в титрах не указан)
- 2008 — Naruto: The Broken Bond — Оротимару / Забуза Момочи / второстепенные персонажи
- 2009 — MadWorld[англ.] — Джек Кеймен
- 2009 — The Chronicles of Riddick: Assault on Dark Athena — стражник / Ржавый
- 2009 — Company of Heroes: Tales of Valor — Шерман / пилот
- 2009 — X-Men Origins: Wolverine — Уэйд Уилсон / сенатор Келли[англ.]
- 2009 — Bionic Commando — Джозеф «Супер Джо» Гибсон / пилот / диктор в режиме «мультплеер»
- 2009 — G.I. Joe: The Rise of Cobra — Гунь Хо / Железный Гренадер
- 2009 — MagnaCarta 2[англ.] — Шунзейт Барен
- 2009 — Batman: Arkham Asylum — Убийца Крок / охранник в маске / другие персонажи
- 2009 — Marvel: Ultimate Alliance 2 — Росомаха / Нитро[англ.]
- 2009 — Ninja Gaiden Sigma 2 — Зедоний
- 2009 — Ratchet & Clank Future: A Crack in Time — агорианец / другие персонажи
- 2009 — Uncharted 2: Among Thieves — сербские солдаты / охранники
- 2009 — Brütal Legend — Тандерхогс / Спаркис
- 2009 — Marvel Super Hero Squad[англ.] — Росомаха / Мерзость / Хеймдалль
- 2009 — Dragon Age: Origins — Огрен, гном-берсерк / Первый чародей Ирвинг / Горим
- 2009 — The Saboteur — Отец Деннис / Гаспар Руссо
- 2010 — Army of Two: The 40th Day — Тяжёлый Огнемёт
- 2010 — Valkyria Chronicles II[англ.] — Хельмут Бордейс
- 2010 — Mass Effect 2 — Серый Посредник / Урднот Грюнт / Уилсон / рядовой Мэттьюс
- 2010 — Warhammer 40,000: Dawn of War II — Chaos Rising — Сайрус / Мартеллий / Элифас / другие персонажи
- 2010 — Метро 2033 — капитан Краснов
- 2010 — Dragon Age: Origins – Awakening — Огрен / Джукка
- 2010 — Command & Conquer 4: Tiberian Twilight — второстепенные персонажи
- 2010 — Dead to Rights: Retribution[англ.] — страж храма / Триад
- 2010 — Metal Gear Solid: Peace Walker — Рамон Гальвес Мена, сотрудник ЦРУ
- 2010 — Iron Man 2 — Призрак / Молер / агенты Щ.И.Т.
- 2010 — Transformers: War for Cybertron — рассказчик за кадром / Баррикада[англ.] / Шоквейв / другие персонажи
- 2010 — Singularity — Николай Демичев, учёный, председатель Мирового Правительства
- 2010 — Mafia II — «Душевой» насильник / Томми Анджело
- 2010 — Spider-Man: Shattered Dimensions — Хобгоблин-2099 / Сильвермейн-2099 / Чёрный Стервятник / другие персонажи
- 2010 — Batman: The Brave and the Bold – The Videogame — Капитан Холод / Хитвейв
- 2010 — The Lord of the Rings: Aragorn’s Quest — Боромир / Король Мёртвых
- 2010 — Naruto Shippuden: Ultimate Ninja Storm 2[англ.] — Оротимару
- 2010 — Vanquish — подполковник Роберт Бёрнс
- 2010 — Fallout: New Vegas — голос на плёнке
- 2010 — Star Wars: The Force Unleashed II — штурмовик
- 2010 — God of War: Ghost of Sparta — гражданин / капитан корабля / солдат
- 2010 — Call of Duty: Black Ops — Танк Демпси / второстепенные персонажи
- 2011 — Marvel vs. Capcom 3: Fate of Two Worlds — Росомаха / Таскмастер
- 2011 — Bulletstorm — Грейсон Хант, командир отряда «Мёртвое Эхо», капитан корабля
- 2011 — Warhammer 40,000: Dawn of War II — Retribution — Лорд Элифас (при концовке «Хаос») / космические пехотинцы (при концовке «Хаос») / Сайрус / другие персонажи
- 2011 — MotorStorm: Apocalypse — Большая Собака / боец-хобо / диктор
- 2011 — PlayStation Move Heroes — Хряк-стражник / Зло / другие персонажи
- 2011 — Operation Flashpoint: Red River — морские пехотинцы
- 2011 — Thor: God of Thunder — Мангог / Улик
- 2011 — Green Lantern: Rise of the Manhunters — Амон Сур[англ.]
- 2011 — Duke Nukem Forever — бригадир (в титрах не указан)
- 2011 — Transformers: Dark of the Moon[англ.] — Скандалист / второстепенные персонажи
- 2011 — Tera — Аманы / Люди / Эльфы
- 2011 — Shadows of the Damned — Гарсиа Хотспур, охотник за демонами / Демоны
- 2011 — Earth Defense Force: Insect Armageddon[англ.] — Светящийся Альфа
- 2011 — Captain America: Super Soldier — Барон Генрих Земо / войска союзников
- 2011 — Dead Island — Джон Синамой, спасатель / второстепенные персонажи
- 2011 — X-Men: Destiny — Росомаха / Пиро
- 2011 — Spider-Man: Edge of Time — Анти-Веном
- 2011 — Rage — капитан Джон Маршалл
- 2011 — Ace Combat: Assault Horizon — Кингмастер
- 2011 — Skylanders: Spyro’s Adventure — Орик / второстепенные персонажи
- 2011 — Ratchet & Clank: All 4 One — мистер Динклс
- 2011 — Batman: Arkham City — Убийца Крок / Серп
- 2011 — The Lord of the Rings: War in the North — Глоин / Марадан / Южанин
- 2011 — Saints Row: The Third — зомби
- 2011 — Assassin’s Creed: Revelations — Леандр, капитан византийских тамплиеров
- 2011 — Final Fantasy XIII-2 — Арбитр Времени / второстепенные персонажи
- 2011 — Uncharted: Golden Abyss — наёмник / бандит
- 2011 — Star Wars: The Old Republic — Андроникос Ревел / Барон Печать Смерти / Алмирал Монк / другие персонажи
- 2012 — Kingdoms of Amalur: Reckoning — Хан Тетран / Ред Идвард / второстепенные персонажи
- 2012 — Asura's Wrath[англ.] — Сергей
- 2012 — Syndicate — второстепенные персонажи
- 2012 — Naruto Shippuden: Ultimate Ninja Storm Generations[англ.] — Оротимару / Забуза Момочи / Ао / другие персонажи
- 2012 — Mass Effect 3 — Урднот Грюнт
- 2012 — Starhawk[англ.] — шериф Трейси Хоуэлл / толпа / рифтеры / другие персонажи
- 2012 — Diablo III — Золтун Кулл
- 2012 — Tom Clancy’s Ghost Recon: Future Soldier — Скотт Митчелл / второстепенные персонажи
- 2012 — Lollipop Chainsaw — второстепенные персонажи
- 2012 — LEGO Batman 2: DC Super Heroes — Бейн / Ра’с аль Гул / Альфред Пенниуорт / другие персонажи
- 2012 — The Amazing Spider-Man — Курт Коннорс / Ящерица / Вермин / другие персонажи
- 2012 — The Secret World — Джек Бун
- 2012 — Anarchy Reigns[англ.] — Джек Кеймен
- 2012 — Darksiders II — Джадикейтор / Сенесчал Арексис / Охотник / другие персонажи
- 2012 — Transformers: Fall of Cybertron — Шарпшот / Шоквейв / Свиндл
- 2012 — Guild Wars 2 — Ритлок Браймстоун / Морг Мачфлейм / Старый Клуут
- 2012 — World of Warcraft: Mists of Pandaria — защитник Йи / Малик Невредимый / командор Ри'мок / другие персонажи
- 2012 — Marvel Avengers: Battle for Earth — Росомаха / Уату
- 2012 — Halo 4 — второстепенные персонажи
- 2012 — Hitman: Absolution — охранники особняка / солдаты Агентства / Кэри Скатам
- 2012 — Guardians of Middle-earth — Саурон
- 2013 — Sly Cooper: Thieves in Time — Риоичи Купер / Ящерица-стражник / Лев / другие персонажи
- 2013 — Naruto Shippuden: Ultimate Ninja Storm 3[англ.] — Ао / Оноки / другие персонажи
- 2013 — StarCraft II: Heart of the Swarm — Абатур, учёный-владыка
- 2013 — God of War: Ascension — Арес
- 2013 — BioShock Infinite — второстепенные персонажи
- 2013 — Metro: Last Light — второстепенные персонажи
- 2013 — Fuse — Иван Совленко
- 2013 — Marvel Heroes — Росомаха / Енот Ракета / Злыдень / другие персонажи
- 2013 — The Last of Us — второстепенные персонажи
- 2013 — Deadpool — Росомаха
- 2013 — The Wonderful 101[англ.] — Га-Гудзин / Уанна / Джергинга
- 2013 — Marlow Briggs and the Mask of Death[англ.] — Король Теп
- 2013 — Skylanders: Swap Force — Так / Чоп-Чоп
- 2013 — Lego Marvel Super Heroes — Мерзость / А-Бомба / Жук
- 2013 — Batman: Arkham Origins — Электрошокер / Рики Леблан
- 2013 — Lightning Returns: Final Fantasy XIII — второстепенные персонажи
- 2014 — Diablo III: Reaper of Souls — Золтун Кулл / второстепенные монстры
- 2014 — BioShock Infinite: Burial at Sea — второстепенные персонажи
- 2014 — The Elder Scrolls Online — Джакарн / второстепенные персонажи
- 2014 — The Amazing Spider-Man 2 — Крэйвен-охотник
- 2014 — Transformers: Rise of the Dark Spark — Шрапнель / Шоквейв[англ.] / Свиндл (Фингал)
- 2014 — Transformers: Universe — Суичблейд
- 2014 — Naruto Shippuden: Ultimate Ninja Storm Revolution[англ.] — Ао / Оротимару / Забуза Момочи / другие персонажи
- 2014 — Middle-earth: Shadow of Mordor — Саурон / орки Немезиды
- 2014 — Skylanders: Trap Team — Орик / Энигма / Чоп-Чоп / другие персонажи
- 2014 — The Legend of Korra[англ.] — Хундун
- 2014 — Call of Duty: Advanced Warfare — второстепенные персонажи
- 2015 — Final Fantasy Type-0 HD — Сид Олстин
- 2015 — Infinite Crisis[англ.] — Бэтмен ночной Земли / Лекс Лютор
- 2015 — Mortal Kombat X — Саб-Зиро / Рептилия / Бо Рай Чо
- 2015 — Heroes of the Storm — Абатур / Рекксар / Дехака
- 2015 — Disney Infinity 3.0[англ.] — Зеб Оррелиос
- 2015 — Star Wars: Uprising — Счастливый Дэпп / хатт
- 2015 — Skylanders: SuperChargers — Энигма / Чоп-Чоп
- 2015 — Lego Dimensions — Саурон / Бейн / комиссар Гордон
- 2015 — Transformers: Devastation[англ.] — Бонкрашер / Дефенсор
- 2015 — Guild Wars 2: Heart of Thorns[англ.] — Ритлок Бримстоун / второстепенные персонажи
- 2015 — Halo 5: Guardians — лидер команды мультиплееров
- 2015 — Call of Duty: Black Ops III — Танк Демпси
- 2015 — Batman: Arkham Knight — Убийца Крок
- 2016 — Lego Marvel's Avengers — Таскмастер / Бета Рей Билл
- 2016 — Naruto Shippuden: Ultimate Ninja Storm 4[англ.] — Оротимару / Забуза Момочи
- 2016 — Teenage Mutant Ninja Turtles: Mutants in Manhattan — генерал Кранг
- 2016 — Mighty No. 9 — Mighty No. 8 Countershade
- 2017 — Injustice 2 — Саб-Зиро/ Зелёный Фонарь
- 2018 — Dota 2 — Grimstroke
- 2018 — Call of Duty: Black Ops IIII — Танк Демпси
- 2019 — Travis Strikes Again: No More Heroes — Бэдмен[6]
- 2019 — Metro Exodus — Сэм
- 2019 — Mortal Kombat 11 — Саб-Зиро / Барака
- 2020 — Valorant — Бримстоун
- 2021 — Psychonauts 2 — агент Креншоу
- 2021 — Marvel Future Revolution — Норман Озборн / Зелёный гоблин / Красный гоблин / Гари Клабб / солдат Гидры
- 2021 — No More Heroes III[англ.] — Бэд Мен
- 2021 — Lost Judgment[англ.] — Тору Хигаси
- 2021 — Demon Slayer: Kimetsu no Yaiba – The Hinokami Chronicles — Кёгай
- 2022 — Star Wars: The Old Republic – Legacy of the Sith — второстепенные персонажи
- 2022 — Neon White — Уайт
- 2023 — Mortal Kombat 1 — Барака

#### Прочее озвучивание
- 2004 — Покрытое тайной: Так что же мы знаем?! / What the Bleep Do We Know!? (паранаучный фильм) — разные персонажи
- 2005 — Кочевник / Көшпенділер (художественный фильм) — шаман (дубляж)
- Marvel Super Heroes 4D[англ.] — 4D-фильм, показываемый в Лондонском музее мадам Тюссо с 2010 года и в его нью-йоркском филиале с 2012 года. Блум озвучил Росомаху.
- 2023 — Плач русалок / Mermaids' Lament — Гуру

### Сценарист
- 2001—2003 — Digimon Adventure (20 эпизодов)
- 2002—2007 — Наруто / Naruto (46 эпизодов)

### Прочие работы
- 2008 — Приключения в озвучке / Adventures in Voice Acting — в роли самого себя
- 2015 — The Incredible True Story[англ.] — альбом рэпера Logic. Блум, сыгравший роль Квентина Томаса — капитана космической станции «Аквариус-3», снялся для обложки альбома и в фильме, его сопровождающем[7].